# コテカ

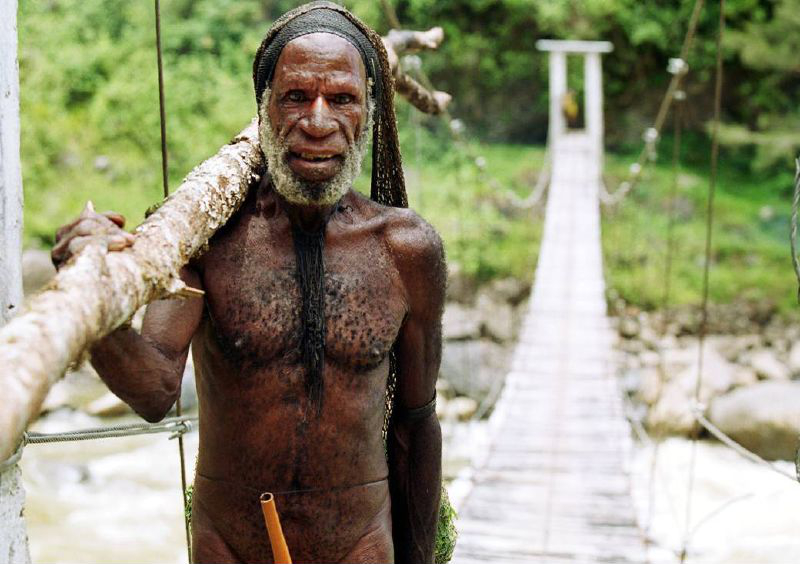
コテカを身に着けた、ニューギニア島西部のイリアンジャヤはバリエム渓谷に暮らすヤリ族の男性

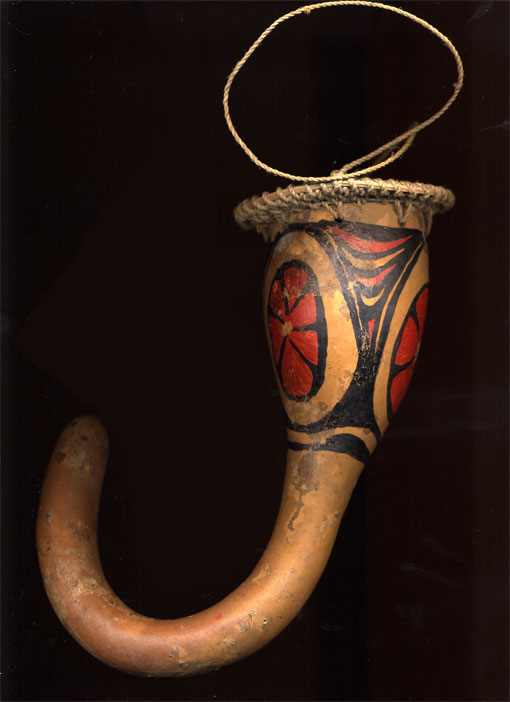
先端部が湾曲したコテカ・ベンコック（土産物）

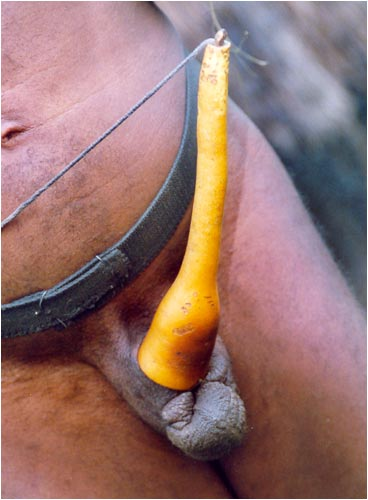
装着されたコテカ・ルルス（黄色い本体部分と紐がペニスケースの部位にあたる）

コテカ（インドネシア語: koteka、インドネシア語で最初に白人と接触したカポーク族の言葉）は、装身具としての民族衣装の一種であり、ペニスケース、男性用下着の一種である。
ニューギニア島の先住民であるダニ族（ラニ族を含む）とヤリ族（インドネシアのパプア州、およびパプアニューギニア独立国に居住）が着用する。湯浅浩史によるとその地の10の部族で9つの名前がある。
ペニスケースを使用する民族としてダニ族が世界的に広く知られていることもあり、彼らのペニスケースである「コテカ」が「ペニスケース」と同等に扱われて説明される場合も多い。
ヒョウタンの果実（細長い形に育つ品種のもの）を原料とし、中身をくり抜いて乾燥させて作られた筒状の容器であり、じかに陰茎に被せ、付属する紐で陰嚢および腰に固定させて装着する。

## 概要
先住民にとってはコテカは普段着であるが、それでいて盛装でもあり、彼らの価値観においては「勇敢さ」を主張できる装身具である。一種のパンツで面積的には裸に近いが、意識は衣服を着ているのと同じである。この装束をした先住民が「衣装を着ている」との意識を持つことを知らず、先住民との交流を図るとの目的で裸になった学生が補導されるとの出来事があったという。楽器を兼ねる場合もあり、その場合は非常に大きい。昼用と夜用があるが、夜用は小さいという。自分の気に入ったコテカを着用し、こだわりがある。200年前と350年前のミイラも着用している。早いと4,5歳から普通7,8歳から着用するが学校での着用は禁止されている。
装着用の紐は、根元には輪の形にしたものが付いており、これを陰嚢に引っ掛け、コテカの位置を安定させる。同時に、コテカの中央部付近もしくは先端部に紐を渡して下腹部に引き寄せ、固定する。先端部に紐を渡す場合は、「雄雄しい」状態にある陰茎を再現するようにコテカを斜め前方へ向けて屹立させるための支線として用いる方法もある。
形状は原材料の特性が許す範囲である程度の多様性を持つが、大きく分けて、真っ直ぐな形のコテカ「コテカ・ルルス」と、湾曲した形の「コテカ・ベンコック」の2種類がある。凝った形状の後者を壮年用として、青年には着用を許さない習慣があるともされる。また、コテカの表面を図柄や羽毛、毛皮などで飾りつけることもする。

## 他文化のペニスケース

### バヌアツ先住民のペニスケース
バヌアツ共和国のマレクラ島に暮らす先住民が着用するペニスケースはナンバと呼ばれ、コテカと類似する装身具である。

### アマゾン先住民のペニスケース
アマゾン熱帯雨林地帯の先住民が着用するペニスケースも、コテカと類似する装身具である。